# 弗朗兹·克萨韦尔·里赫特
弗朗兹·克萨韦尔·里赫特（德語：Franz Xaver Richter，1709年12月1日—1789年9月12日），捷克巴洛克时期的作曲家、小提琴家、音乐教师和歌唱家。他是由同胞扬·瓦茨拉夫·斯塔米茨（Jan Václav Stamic）创立的所谓曼海姆学派的代表人物，他对交响曲的形成贡献卓著。1747年加入著名的曼海姆管弦乐团，1769年到斯特拉斯堡任职，并死于该地。约翰·乔治·梅塞尔（Johann Georg Meusel）在1778年指出，里赫特（里希特）出生于摩拉维亚的霍莱索夫（豪乐秀夫、Holešov），这个信息可能是从作曲家本人那里得到的。然而，历史学家在霍莱索夫的登记册中没有发现任何关于里希特的出生的记载。相反，据发现，1722-1727年里希特在乌赫尔堡（Uherské Hradiště）的耶稣会文法学校学习（甚至当地的官方记录中也提到Holešov是学生的出生地）。他也很可能参加了圣弗朗茨克-博尔基亚斯的音乐研讨会。在1727年完成文法学校的学习后，弗兰蒂谢克（捷克语或德语中的弗兰茨）夏沃史学家在历史上消失了9年。人们猜测说是停留在维也纳和意大利。第二种说法是基于1736年他在斯图加特公国歌剧院的意大利歌唱家中显而易见的事实。他唱的是男低音。1737年，他被任命为埃塔尔的本笃会修道院的骑士学院的音乐总监。在这里，他创作了他的第一部著名的作品：演说曲《Der Mensch vor Gottes Gericht》（上帝的审判中的人）。1740年，他成为肯普顿王子主教的乐队团长。他为她创作了另一个突破性的作品，即他的《德姆》。
1746年里希特去了曼海姆，在那里，他在选举乐团中自取其辱--他又成了贝斯手--但乐团的声望已经足够，甚至更好了。这时，乐团由他的同胞扬-瓦茨拉夫-斯塔米奇指挥。扬-瓦茨拉夫-斯塔米奇。1748年，选帝侯卡雷尔-特奥多主教指派里赫特为他的任务是通过演说家La deposizione della croce（下十字架）。1768年，他被任命为宫廷室内乐作曲家。他还为选帝侯里希特写了一本教科书《和声》（1767年）。在他的曼海姆时期，他写了80首交响曲，虽然里赫特本人一直停留在巴洛克式的基础上，但这80首交响曲对浪漫主义交响乐的发展至关重要。在1757-1758年间，里希特游历欧洲，在英国、荷兰和法国等地演出他的作品。正是在那里，他获得了最大的成功，这也是为什么1769年，法国斯特拉斯堡圣母大教堂分会的乐队负责人的职位。里希特接受了，因为条件很好--20名歌手，40名管弦乐队成员，还有海顿的学生伊格纳茨-普莱耶尔作为助手。他为这一章创作了20年，直到他去世，主要创作的是圣殿音乐（包括27首弥撒曲和2首安息曲）。这些作品在1791年斯特拉斯堡分会的档案馆被移至德国奥芬堡时被保存下来，以免被革命者破坏。然而，他在斯特拉斯堡的作品仍不太为人所知，因为这些作品长期以来一直由该分会独占。他有时被称为"弦乐四重奏"的创始人。